# Gonocaryum minus
Gonocaryum minus är en järneksväxtart som beskrevs av Herman Otto Sleumer. Gonocaryum minus ingår i släktet Gonocaryum och familjen Stemonuraceae. Inga underarter finns listade i Catalogue of Life.